# Walter Feistl
Walter Adolf Max Feistl (* 25. Dezember 1898 in Berlin; † 26. Dezember 1975 ebenda) war ein deutscher Schwimmer, der im frühen 20. Jahrhundert aktiv war. Er startete für den Berliner Verein BSC 98. 
Bei den  Deutschen Schwimmmeisterschaften 1918 gewann er den Titel über 100 m Freistil. 